# Ogongo
Ogongo ist eine Siedlung und Verwaltungssitz des gleichnamigen Wahlkreises in der Verwaltungsregion Omusati im Nordosten Namibias. Der Kreis grenzt im Norden an den Kreis Okalongo im Osten an die namibische Region Oshana. Ogongo liegt rund 60 Kilometer südöstlich von Outapi.
In Ogongo befindet sich der gleichnamige Campus der Universität von Namibia. Hier wird Landwirtschaft und Natürliche Ressourcen gelehrt.
Während des Bürgerkrieges in Angola war die Stadt Stationierungsort der südafrikanischen Armee (SADF) und später der UNTAG (Blauhelm-Soldaten der Vereinten Nationen).